# Running Man (programa)
Running Man  (hangul: 런닝맨; hanja: Reonning maen; rr: Rŏnning man) é um programa de variedades sul-coreano, exibido pela primeira vez em 11 de julho de 2010 pela SBS, e que fez parte da linha de programas exibidos dentro do Good Sunday. Ele foi originalmente classificado como um programa de "variedades de ação urbana": um gênero de programa de variedades filmado em um ambiente urbano. Onde os MCs e os convidados tem a tarefa de completar missões a fim de vencer a corrida. O programa, desde então, mudou para um conceito familiar de programa de variedade-realidade focado em jogos. Adicionalmente, Running Man chamou a atenção, por ser o programa de retorno de Yoo Jae-suk, seu principal MC, após a saída do mesmo de Family Outing em fevereiro de 2010 (que também fez parte do Good Sunday).
Desde sua estreia, o programa tem sido popular em outras partes da Ásia, e ganhou popularidade online através de fãs da chamada onda coreana, tendo sido legendado para um grande número de idiomas, como o Inglês, espanhol, francês, tailandês, malaio, vietnamita, chinês, indonésio, árabe, russo, turco, além do português (Brasil). Em 2016, Running Man integrou a lista do Business Insider referente aos vinte programas de televisão mais populares do mundo.

## Formato atual e missões
A partir do episódio de número 48, os membros fazem parte de uma série de missões para se tornar o (s) vencedor (s) no final da corrida. O formato do programa se afasta do tipo "missão da corrida + outras missões", para o formato de uma longa corrida, com missões contínuas entre ela. As missões são a base do programa, onde os membros de Running Man tentam evitar punições como nos primeiros episódios, ou ainda ganhar prêmios. Várias missões são apresentadas em cada episódio, com destaque aos membros nas missões de corrida.

## Séries especiais
Ao longo da história de Running Man, diversas séries especiais foram exibidas, que evoluíram com a inclusão de narrativas e episódios parecidos com filmes. Muitas destas séries foram elogiadas por sua emoção e entusiasmo, e são consideradas alguns dos episódios de maior qualidade do programa.

### Yoo-mes Bond
A série de Yoo-mes Bond (nomeada a partir da junção dos nomes de Yoo Jae-suk e do personagem fictício James Bond) apresenta Yoo Jae-suk atuando contra os outros membros de Running Man, que desconhecem sua identidade ou suas missões. Ele utiliza uma pistola de água a fim de eliminar seus inimigos e completar suas missões. Os episódios 91 e 140, destacaram-se por serem apresentados em formato de filme ao invés de um programa de variedades.

### O Melhor do melhor jogo
O "Melhor do melhor jogo" é exibido ocasionalmente como a oportunidade de se decidir quem é o melhor "Running Man".

### Running Man– Caçando o gafanhoto
- Nota: o nome gafanhoto refere-se a um dos apelidos de Yoo Jae-suk no programa

"Caçador de Running Man" é um epíteto dado ao ator Choi Min-soo, que é encarregado de eliminar os membros de Running Man. Há uma rivalidade entre ele e Yoo Jae-suk, que o traiu durante sua primeira tentativa de missão. Desde então, ele retornou ao programa para caçar os membros e sempre deixa Yoo Jae-suk ser o último membro sobrevivente. No fim do episódio 118, Choi sugeriu um possível retorno á série no futuro. 

### Running ManOlímpico
Os membros de Running Man competem com convidados e entre eles mesmos para vencer a batalha "olímpica".

### Running Manno futebol
Os membros do programa tem a chance de participar de jogos de futebol para a cariedade, organizado por Park Ji-sung através da realização do "Asian Dream Cup". Os membros participam de missões de treinamento com Park para se prepararem para a partida.

### Episódios baseados nos fãs
Além dos episódios criados pela equipe de produção, os membros de Running Man realizam provas vindas de sugestões de fãs do programa ou feitos pela equipe através de idéias e/ou sugestões de fãs.

### Tru-Gary Show
Durante a participação de Gary como membro regular, ele pediu à equipe de produção que lhe desse uma missão de espionagem. No entanto, devido sua ingenuidade, eles decidiram enganá-lo e partir disso, criaram-se episódios utilizando câmera escondida a fim de filmar suas ações.

## Elenco
Em sua estreia, o elenco original de Running Man foi formado por Yoo Jae-suk, Ji Suk-jin, Haha, Kim Jong-kook, Gary, Lee Kwang-soo e Song Joong-ki. Song Ji-hyo apareceu como convidada nos episódios 2-5, se juntando ao elenco oficialmente no episódio 6, porém só pode comparecer ao programa a partir do episódio 7.Em abril de 2011, Song Joong-ki gravou seu último episódio (de número 41) que foi ao ar em maio, deixando o programa para se concentrar em sua carreira de ator. Ele voltou como convidado no episódio de número 66, além de fazer aparições em diversos episódios.Já Lizzy, participou como convidada nos episódios 13 e 14 e se juntou oficialmente ao programa no episódio 18, deixando Running Man a partir do episódio de número 26. Mais tarde participou como convidada no episódio de número 292.
Em 25 de outubro de 2016, Gary anunciou sua saída do programa após 6 anos como membro, a fim de se concentrar em sua carreira musical. Sua última gravação ocorreu 31 de outubro. Em 3 de abril de 2017, foi confirmado a adição de dois novos membros, a atriz Jeon So-min e o comediante Yang Se-chan que já haviam participado do programa como convidados. Os dois integraram o elenco de Running Man a partir do episódio de número 346.
Após 11 anos participando do elenco no programa “Running Man” , o ator Lee Kwang Soo anunciou através de sua agência publicamente a decisão de sair do programa. A decisão aconteceu pois o ator precisa de atenção médica já que sua lesão do ano de 2020 impossibilitaria ele de permanecer em perfeito estado durante as gravações do show.  Assim tendo sua última gravação em 24 de maio.
Em 30 de outubro de 2023 foi anunciado a saída de Jeon So-min do programa após 6 anos como membro, para focar em sua carreira como atriz, deixando o programa no episódio 679.
Em 14 de maio de 2024 , a SBS anunciou que o ator Kang Hoon participou da gravação de “Running Man” como membro alugado.
Anteriormente, o elenco de “Running Man” foi reduzido para seis membros depois que Jeon So-min deixou o cargo em novembro de 2023 . A equipe e os membros do elenco conversaram sobre a ideia de alugar membros em dezembro do ano passado. E foi anunciado oficialmente na premiação SBS ENTERTAINMENT AWARD 2023 . Assim, Kang Hoon se tornou o primeiro membro alugado do Running Man.
Atualmente, o elenco é formado por Yoo Jae-suk, Ji Suk-jin, Haha, Kim Jong-kook , Song Ji-hyo , Yang Se-chan e Kang Hoon.

### Atual
| Nome          | Apelido(s) | Duração                                                          | Nota | Canção(s) tema                                                                  |
| ------------- | --- | ---------------------------------------------------------------- | --- | ------------------------------------------------------------------------------- |
| Yoo Jae-suk   | Yoo-ruce Willis (유르스 윌리스) Yoo Hyuk (유혁) Yoo-mes Bond (유임스 본드) Gafanhoto (메뚜기) Rei do Ddakji (딱지왕) Yoda (요다) | Episódio 1– presente                                             | É o principal apresentador do programa e mostrado como o protagonista em muitos episódios especiais, lhe rendendo o apelido de "Yoo-mes Bond". Além disso, é conhecido durante as missões de corrida por suas habilidades de fuga e raciocínio rápido. Apesar de ter começado o programa como um jogador fraco durante as missões de corrida, mais tarde tornou-se um dos jogadores mais fortes, e junto com Kim Jong-kook, é considerado um dos principais poderes nas missões de corrida. A cor desse membro é verde. Seu animal oficial é o gafanhoto.                                 | "Step by Step" de New Kids on the Block e "Extreme Ways" de Moby.               |
| Haha          | Haroro (하로로) Roro (로로) Pinguim (펭귄) Playboy (난봉꾼) Criança (꼬마) Conspirador (모사꾼) HaRad Pitt (하래드 피트) Espaguete (스파게티) | Episódio 1– presente                                             | Alvo de brincadeiras devido sua baixa estatura, quando as coisas não seguem o seu caminho, ele ataca verbalmente causando risadas entre o elenco. Inicialmente foi um jogador fraco durante as missões de corrida, no entanto, tem melhorado ao longo do programa. Esteve envolvido em uma rivalidade com Gary. A cor desse membro é amarelo. Seu animal oficial é o pinguim. | "Perfect Love" de Lutricia McNeal e a canção tema de Pororo, o pequeno pinguim. |
| Ji Suk-jin    | Nariz Grande o Irmão Mais Velho (왕코형님) Impala (임팔라) Iniciador da Corrida (레이스 스타터) Girassol do Yoo Jae Suk (유재석 의 해바라기) Celebridade Paparazzi (연예인파파라치) Nariz Grande Sangue Frio (냉혈왕코) Seok-Ja(석자)                             | Episódio 1– presente                                             | É o membro mais velho e um dos amigos mais próximos de Yoo Jae-suk, a quem conhece a mais de 20 anos. É mostrado como o mais fraco, tornando-se o alvo mais fácil. Por ser frequentemente eliminado de forma rápida, levou os outros membros a declararem que a corrida começa oficialmente depois de sua eliminação. Ele também é o mais ingênuo, sendo facilmente enganado, especialmente em investimentos empresariais. A cor desse membro é laranja. Seu animal oficial é o impala.                                                                                                   | "House You Live In" de Park Jin-young.                                          |
| Kim Jong-kook | Esparta-kook (스파르타국) Comandante (능력자) Kookie (꾹이) Tigre (호랑이) Treinador Kook (꾹코치) Sr. Capaz (능력 씨) Sogro (시아버지) Kook-minador (꾹네이터) Jong-sook (종숙)                                                                                  | Episódio 1 – presente                                            | O membro mais forte do elenco, é conhecido por sua força e habilidade durante as missões de corrida. Durante as missões, suas aparições repentinas são acompanhadas pela frase "This is Sparta!" retirada do filme 300. Suas táticas inteligentes são muitas vezes bem sucedidas em eliminar os outros membros e, como resultado, é conhecido por ter ambos: cérebro e músculos. A cor desse membro é vermelho. Seu animal oficial é o tigre. | "What We Need Is A Hero" de Alan Silvestri e sua própria canção "One Man".      |
| Lee Kwang-soo | Girafa (기린) Girafa Trapaceira (꼼수 기린) Kwangvatar (광바타) Kwang-soo Traidor (배신광수) Ícone da Traição (배신의 아이콘) Ícone da Má Sorte (불운의 아이콘) Príncipe da Ásia (아시아 의 왕자) Deus da Variedade (예능신) Kwangsapo (광두꺼비) Kwang-ja (광자) | Episódio 1 – presente                                            | O integrante mais alto do elenco, é um dos jogadores mais fracos, muitas vezes, o primeiro a ser eliminado durante as missões de corrida. É conhecido por trair facilmente seus colegas sem hesitação, além de ser um dos membros mais azarados do programa, tendo ganho os piores resultados em quase todas as missões baseadas na sorte. É também um dos membros mais populares, ganhando uma grande reputação em várias regiões da Ásia através do programa. A cor desse membro é preto. Seu animal oficial é a girafa.                                                                | "Saint Agnes and the Burning Train" de Sting e 'I Miss You" de Kim Bum Soo.     |
| Song Ji-hyo   | Blank Ji (멍지) Ás (에이스) Má Ji-hyo (불량지효) Namorada de Segunda feira (월요여친) Song Ji-yok (송지욕) Ouro Ji-hyo (금지효) Deusa da Sorte (행운의 여신) Deusa do Sono (잠의 여신) Grande Mãe de Programa de Variedades (버라이어티 쇼의 빅 마마)             | Episódios 2 – 5 (convidada) Episódio 7 – presente (regular)      | Inicialmente apareceu apenas como convidada, mas foi adicionada ao elenco principal no episódio 6. Ao longo do programa, formou um par ao lado de Gary. É conhecida por ser vista muitas vezes com expressões faciais confusas ou em branco em grande parte do tempo. Ela é um dos jogadores mais fortes durante as missões de corrida e possui bons resultados em missões baseadas na sorte. A cor dessa membro é roxo. Seu animal oficial é o gato. | Canção tema de Angry Birds.                                                     |
| Jeon So-min   | Kwang-soo Feminina (여자 광수) Traidora Feminina (여성 반역자) Pessoa Desaparecida (누락 된 사람) Garota Louca (돌+아이) Garota ímã (자석 인간) Investigadora (수사관) Pervertida (나쁜 길로 이끌다) Show de So-min (소민의 쇼)                                   | Episódios 224, 343 (convidada) Episódio 346 – presente (regular) | Apareceu previamente como uma convidada em dois episódios. Posteriormente foi oficialmente adicionada ao elenco principal no episódio 346. É muitas vezes referida como a versão feminina de Lee Kwang-soo por causa de sua atitude de voltar atrás e trair sua equipe, e muitas vezes é pareada como a parceira de Lee Kwang-soo pelos outros membros. Ela também gosta de passear sozinha pois não se importa com as missões de equipe e tem capacidade de segurar objetos de aço em seu corpo como um ímã. A cor dessa membro é azul escuro. Seu animal oficial é o sapo e o papagaio. | "Careless Whisper" de George Michael.                                           |
| Yang Se-chan  | Yang Morango (양딸기) O Novo Rei do Infortúnio (불운의 새로운 왕) Número 8 (여덟 번째) Mordomo (집사) Yang Sem Nome (양 이름 없음) Favorito do comandante (사령관의 즐겨 찾기)                                                                                    | Episódios 321, 323 (convidado) Episódio 346 – presente (regular) | Atualmente é o integrante mais novo do elenco e apareceu como convidado em dois episódios. Ele foi oficialmente adicionado ao elenco principal no episódio 346. Desde que se tornou um membro, rapidamente tornou-se um membro do grupo dos azarados junto com Yoo Jae-suk, Ji Suk-jin e Lee Kwang-soo. Se tornou um dos preferidos de Jong-kook e sempre tenta deixar Kwang-soo com raiva mesmo sendo o mais novo. A cor desse membro é cinza. Seu animal oficial é o peixe. |                                                                                 |

### Ex-membros
| Nome          | Apelido(s) | Duração                                                                                           | Nota | Canção(s) tema                                        |
| ------------- | --- | ------------------------------------------------------------------------------------------------- | --- | ----------------------------------------------------- |
| Lizzy         | Garota de Busan (부산 소녀), Garota Covarde (겁 많은 소녀), Garota de 19 Anos (19 살 소녀), Vitamina (비타민) | Episódios 13, 14, 292 (convidada) Episódios 18-25 (membro regular)                                | Apareceu originalmente como convidada nos episódios 13 e 14, se juntando ao elenco principal no episódio 18. E tornou-se assim a integrante mais jovem do elenco aos 19 anos. Sua saída do programa ocorreu a partir do episódio 26, e sua razão nunca foi mencionada. Depois de cinco anos apareceu como convidada no episódio 292. A cor dessa membro era rosa. | "A-ing" da subunidade Orange Caramel do After School. |
| Song Joong-ki | Flower Joong-ki (꽃중기), Bonito Joong-ki (꽃미남중기), Cérebro Joong-ki (브레인 중기), Homem Jovem Ativo (적극청년), Detetive Joong-ki (형사 중기)                                                                                      | Episódios 1-41 (membro regular) Episódio 66 (convidado) Episódios 71, 97, 251, 283 (participação) | Mostrado como o mais inteligente e também o de melhor aparência. Durante as missões de corrida, era conhecido por ser capaz de descobrir enigmas e estratégias. A partir do episódio 41 deixou Running Man para se concentrar em sua carreira de ator.Apareceu novamente no programa como convidado no episódio 66 e em participações nos episódios 71, 97, 251 e 283. A cor desse membro era azul claro. | "Pretty Boy" de M2M.                                  |
| Gary          | Pacífico Gary (평온개리) Gary Linha Reta (직진개리) Magnata (태풍) Namorado de Segunda feira (월요남친) Sr. Gary (개리 쒸) Selvagem Gary (야생개리) Comandante repentino (뜬금 능력자) Sr. Capaz Aleatório (임의 씨 가능), Lula (오징어) | Episódios 1– 324 (membro regular) Episódio 325 (convidado)                                        | Introduzido ao lado de Lee Kwang-soo e Song Joong-ki como um novato, devido sua falta de experiência em programas de variedades. Ao longo do programa, formou um par ao lado de Song Ji-hyo. Ele também foi conhecido por ser facilmente irritado sempre que os membros, particularmente Haha, brincava sob sua aparência o chamando de "lula", como um sinônimo de ser feio. Deixou o programa no episódio 324 para se concentrar em sua carreira musical, porém retornou como um convidado no episódio seguinte. A cor desse membro era azul. Seu animal oficial era o macaco. | canções de Leessang.                                  |

## Equipe de produção
A equipe do programa tanto participa dos jogos, e frequentemente influenciam o resultado de diversas missões, como ás vezes participam de forma ativa aparecendo de frente ás câmeras. Isto inclui o cinegrafista pessoal de cada membro (chamado de VJ), os diretores de produção (PDs) e demais membros da equipe de produção.
O produtor chefe, Nam Seung-yong, é o responsável pela produção do programa, com os PDs Jo Hyo-jin, Im Hyung-taek e Kim Joo-hyung, o principal responsável pela direção e produção das gravações desde o seu início. Outros PDs se juntaram ao programa para auxiliar, mais notavelmente Hwang Seon-man e Lee Hwang-jin, pois os locais de gravação variam de um único ponto a vários locais. O FD Go Dong-wan auxilia nas gravações do programa e é conhecido por ser mostrado na câmera diversas vezes, bem como em fornecer e ajudar os membros em missões. O produtor Kim Joo-hyung deixou Running Man no episódio 182 quando foi transferido para o programa The Music Trend. Cada membro possui seu cinegrafista pessoal, que os seguem durante as gravações. Os mais notáveis incluem Ryu Kwon-ryeol (VJ principal de Yoo Jae-suk), Kim Yoo-seok (VJ principal de Ji Suk-jin), Yoon Sung-yong (VJ principal de Haha), Kim Ki-jin (VJ principal de Kim Jong-kook), Jo Seong-Oh (Ex-VJ principal de Gary que passou a ser de Yang Se-chan), Choi Yoon-sang (VJ principal de Lee Kwang-soo), Sung Gyu (VJ principal de Song Ji-hyo) e Kim Si-yeon (VJ principal de Jeon So-min).
Em 19 de novembro de 2014, o diretor principal do programa, Jo Hyo-jin, anunciou sua saída depois de trabalhar com os membros por quatro anos.Em 20 de março de 2016, o PD principal do programa Im Hyung-taek, também deixou o programa que foi assumido por uma nova geração de PDs, incluindo Lee Hwan-jin e Ahn Jae-chul. A partir de abril de 2017, o PD principal de Running Man é Jung Chul-min.

## Recepção

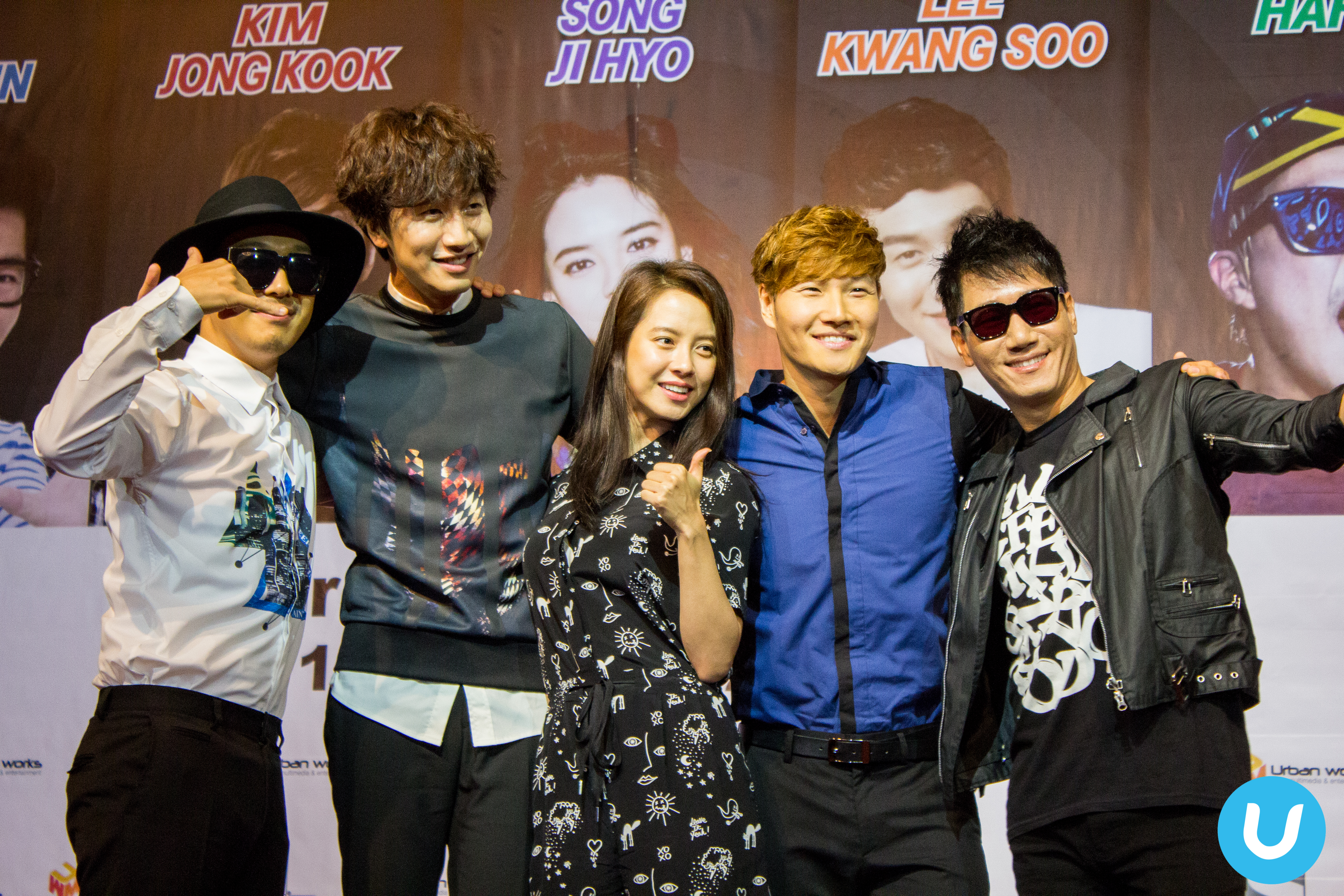
Cinco membros do elenco de Running Man (Haha, Lee Kwang-soo, Song Ji-hyo, Kim Jong-kook e Ji Suk-jin) durante encontro de fãs na Malásia em 2014.

O primeiro episódio do programa recebeu críticas mistas. De acordo com o Asiae, o conceito do programa era "promissor", mas seu ritmo não era rápido e dinâmico. Apesar de um início considerado lento, Running Man tornou-se cada vez mais popular na Coreia do Sul e sua popularidade expandiu-se para toda a Ásia. Além disso, devido a existência dos fansubs, o programa passou a ser visto fora da Ásia, onde foi traduzido para o inglês, espanhol, árabe, português, dentre outras línguas.
De acordo com The Straits Times, a popularidade do programa é devido à sua imprevisibilidade, comédia envolvida, celebridades servindo de convidados e a química entre os membros do elenco regular. Para Liew Kai Khiun, professor assistente da Universidade Tecnológica de Nanyang, o apelo de Running Man é atribuído à capacidade de usar o espaço público de forma criativa: "Running Man trata-se de levar o público, não só a vários lugares da Coreia do Sul, mas também de toda a região. Para as sociedades urbanas tão aceleradas da Ásia, o programa ajuda a liberar as tensões diárias que essas ruas e edifícios estão associados". O produtor Jo Hyo-jin, considera que a popularidade do programa se deve ao conceito de ter que escolher um vencedor, o que é algo culturalmente fácil de entender. Ele também notou que, a boa relação entre os membros regulares é uma das razões para seu sucesso.

## Controvérsias

### Saída de Gary
Em setembro de 2012, Gary fez um anúncio em suas redes sociais sobre sua intenção de deixar o programa. Acredita-se que sua intenção veio após as críticas recebidas sobre o "Super 7 Concert" que sua empresa, a Leessang Company, estava produzindo. Gary decidiu assumir a responsabilidade pelo seu fracasso ao renunciar a qualquer atividade que estivesse envolvido. Devido a isso, a equipe de produção de Running Man bem como os membros, decidiram adiar seu cronograma de filmagens nos dias 24 e 25 de setembro de 2012, a fim de convencê-lo a permanecer no programa. Uma semana depois, ele se desculpou oficialmente devido à controvérsia que criou e confirmou sua decisão de permanecer como membro do programa, que ocorreu até sua saída oficial em 2016.

### Proposta de uma segunda temporada
Em 14 de dezembro de 2016, foi anunciado que os membros Kim Jong-kook e Song Ji-hyo estavam deixando o programa. Adicionalmente, foi noticiado que Running Man teria uma nova temporada e com um novo formato, constituido pelos membros restantes, mais a adição do comediante Kang Ho-dong, com data para janeiro de 2017. Contudo, revelou-se que Song Ji-hyo e Kim Jong-kook não receberam qualquer aviso sobre sua remoção do programa, resultando em uma recepção negativa. Notícias apontaram que Kang Ho-dong havia recusado a oferta para se juntar à nova temporada, ocasionando em um possível cancelamento da referida segunda temporada do programa. Em 16 de dezembro de 2016, realizou-se uma reunião de emergência, onde todos os membros em conjunto, decidiram terminar sua participação em Running Man. Na ocasião, o programa se encerraria em fevereiro de 2017 e um programa totalmente novo seria exibido em seu lugar.
Mais tarde, em 24 de janeiro de 2017, a SBS anunciou que o programa continuaria sua transmissão e com todos os membros do elenco. A decisão ocorreu depois que Nam Seung-yong, o novo vice-presidente da SBS Entertainment Headquarters, e que esteve envolvido na concepção de Running Man, teve conversas com cada membro em relação ao futuro do programa. Após pedir desculpas a Kim Jong-kook por todas as questões relativas ao programa, este tornou-se ativamente envolvido em convencer os outros membros a continuar trabalhando no mesmo.